# Frederick Keppel (marchand d'art)
Pour les articles homonymes, voir Keppel.
Ne doit pas être confondu avec Frédéric Keppel.
Frederick Keppel, né le 22 mars 1845 à Tullow (Royaume-Uni de Grande-Bretagne et d'Irlande) et mort le 7 mars 1912 à New York, est un marchand d'art américain spécialisé dans le commerce de l'estampe, et acteur majeur de la renaissance de l'eau-forte.

## Biographie
Citoyen britannique né en Irlande, Keppel fait des études au Wesley College de Dublin. Ses parents décident de quitter leur pays à la fin des années 1850 pour venir s'installer en Ontario (Canada). Keppel trouve un emploi à New York en 1864 comme employé d'une librairie vendant des ouvrages de bibliophilie. Il entre alors en contacts avec de prestigieux collectionneurs et s'intéresse aux estampes. En 1868, il ouvre un premier établissement, Frederick Keppel & Company, à Manhattan, au 20 East 16th Street. Il y vend des gravures des maîtres anciens, mais aussi de contemporains comme Jean-François Millet, Félix Buhot, Francis Seymour Haden, Whistler (dont il fut le galeriste attitré), Anders Zorn, Evert van Muyden, Edith Loring Getchell (en) et Joseph Pennell.
Dans les années 1880, il commence à produire des essais monographiques sur des graveurs, tout en montant des expositions, des solo shows, qui vont marquer le paysage du marché américain de l'art. Sa société devient éditrice de nombreux catalogues. Avec American Etchers (1886), il est l'un des premiers à promouvoir des aquafortistes spécifiquement américains. La même année, il traduit du français le catalogue portant sur l'œuvre de Meryon d'Alfred Lebrun. En 1890, il publie un nouvel essai, The Modern Disciples of Rembrandt, A Sketch of Contemporary Etching et ouvre une filiale à Paris au 27 quai de l'Horloge. L'un de ses meilleurs clients, Atherton Curtis, entame avec lui dès 1894 une fructueuse collaboration entre New York et Paris. Parmi ses autres clients, on compte Samuel P. Avery.
En 1905, l'entreprise déménage plus au nord de Manhattan, au 4 East 39th Street. Parmi ses jeunes employés, figurent William Macbeth, fondateur en 1892 de la Macbeth Gallery, et Carl Zigrosser (en), futur conservateur du Philadelphia Museum of Art.
En 1910, il publie The Golden Age of Engraving: A Specialist's Story about Fine Prints: with 262 Illustrations Showing the Progress of the Art from the Year 1465 to the Year 1910, sans doute son ouvrage le plus remarquable,.
En 1911, Keppel lance un périodique spécialisé, The Print Collector's Quarterly (en) (disparu en 1950).
Après sa mort en 1912, son fils cadet David Keppel (1877–1956),, reprend l'activité, et demeure président de la société jusqu'en 1940, date à laquelle elle fusionne avec Arthur Harlow & Co. pour former Harlow, Keppel & Co., située au 670 Cinquième Avenue. Son fils aîné, Frederick Paul Keppel (en) (1875-1943), après avoir travaillé à ses côtés, devient United States Assistant Secretary of War (1918-1919), et président de la Carnegie Corporation of New York (en) (1923-1941).